# Gedeon Balaban

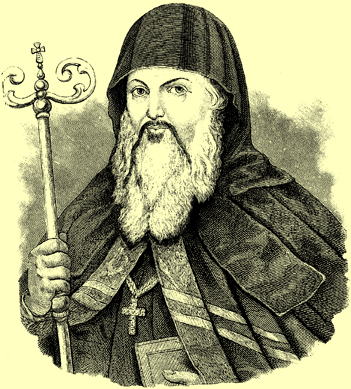
Bischof Gedeon von Lwów

Gedeon Balaban (weltlicher Name Georg/Grigori; * um 1530, Lwów, Königreich Polen; † 10. Februar 1607, Uniów, Przemyśler Land, Königreich Polen-Litauen) war orthodoxer Bischof von Lwów (1569–1607).

## Leben
Grigori stammte aus einer einflussreichen adligen Familie in Halitsch-Wolhynien. Sein Vater Mark wurde später Bischof von Lwów. 1566 verzichtete er auf das Amt zu Gunsten seines Sohnes.
1569 wurde Gedeon offiziell zum Bischof von Galizien und Lwów geweiht. Bis 1576 musste er sich gegen einen weiteren Anwärter auf den Bischofssitz behaupten.
Gedeon führte einen lang andauernden Kampf gegen die orthodoxe Mariä-Entschlafens-Bruderschaft in Lwów um Befugnisse über Klöster und Rechte. Mehrere Synoden sowie der Patriarch von Konstantinopel und der polnische König entschieden für die Selbstständigkeit der Bruderschaft.
1582 wehrte sich Gedeon gegen die Einführung des gregorianischen Kalenders für seine Eparchie durch den katholischen Erzbischof Jan Solikowski von Lwów.
Bischof Gedeon war an den meisten Beschlüssen der ruthenischen orthodoxen Bischöfe für eine Union mit der römisch-katholischen Kirche im Königreich Polen-Litauen von 1590 bis 1595 beteiligt.
Im Oktober 1596 verweigerte er jedoch seine Zustimmung zur Brester Union. Die neue unierte Kirche und König Sigismund III. enthoben ihn formal seines Amtes.
Er blieb weiter orthodoxer Bischof von Lwów. 1597 ernannte ihn Patriarch Meletios I. zum Exarchen des Patriarchats von Konstantinopel.
Gedeon  gründete zwei Druckereien, die liturgische und theologische Bücher in kirchenslawischer und griechischer Sprache herstellten.